# 希拉·帕特尔
希拉·帕特尔（Sheela Patel ，生于 1952 年）是一位积极分子和学者，关注贫民窟和棚户区居民的生活。

## 早期生活
1974年，帕特尔在孟买塔塔社会科学学院获得社会工作硕士学位。随后，她参与了一个名为纳格帕达社区中心（Nagpada Neighbourhood House）的组织工作。

## 区域资源中心促进会
在普雷玛·戈帕兰（Prema Gopalan）的合作下，帕特尔（Patel）是“区域资源中心促进协会”（Society for the Promotion of Area Resource Centres，简称SPARC）的创始董事之一。她于1984年在孟买成立了这一组织，作为为孟买街头居民发声的倡导团体。SPARC至今仍在印度及全球发展中国家的贫民窟发展事务中发挥着重要作用。在2000年，SPARC荣获了联合国人类住区奖。

## 组织
帕特尔与印度城市中为贫困群体服务的两个社区组织密切合作，分别是国家贫民联盟（NSDF）和女性互助组织（Mahila Milan）。她还曾在贾瓦哈拉尔·尼赫鲁国家城市更新任务（JNNURM）的国家技术咨询小组（NTAG）工作。帕特尔创立了亚洲住房权利联盟（Asian Coalition for Housing Rights）、亚洲女性与庇护网络（Asian Women and Shelter Network），以及自我学习实验（Swayam Shikshan Prayog，SSP）组织，该组织在马哈拉施特拉邦的600多个村庄中与女性集体合作。此外，帕特尔还是国际贫民联盟（Slum Dwellers International）的创始人之一。该联盟是一个跨越非洲、亚洲、拉丁美洲和加勒比地区33个国家的社区组织网络。

## 奖项
- 2011年：印度第四高平民荣誉奖——莲花士利勋章。[3]
- 2009年：大卫·洛克菲勒桥梁领导力奖。[1]
- 2000年：联合国人居荣誉奖状。

## 代表作品
- 帕特尔，希拉；阿普塔姆，乔金；巴特利特，谢里丹（2015）。《“我们通过行走开辟道路”：印度女性互助组织的女性如何学习规划、设计、融资和建设住房》。发表于《环境与城市化》，28(1)。
- 帕特尔，希拉（2013）。《升级、重建还是迁置？对印度政府“城市贫困基本服务计划”（BSUP）的评估》。发表于《环境与城市化》，25(1): 177-188。
- 帕特尔，希拉（2012）。《支持贫困人口的数据收集》。发表于《联盟杂志 （页面存档备份，存于）》。
- 帕特尔，希拉；巴普蒂斯特，凯莉·巴普蒂斯特；德克鲁兹，塞琳（2012）。《知识就是力量——非正规社区通过国际贫民联盟和社区主导的数据收集争取城市权利》。发表于《环境与城市化》，24(1)。
- 帕特尔，希拉（2011）。《女性是受害者还是战士？》收录于《女性健康与世界城市》第六章，（编辑：阿法夫·易卜拉欣、尤金妮·L·伯奇、苏珊·M·瓦赫特），费城：宾夕法尼亚大学出版社。
- 帕特尔，希拉（2011）。《重新构想南方大城市的愿景：南北发展对话中出现的挑战》。收录于《欧洲：从外部视角的洞察》，（编辑：卡罗琳·Y·罗伯逊-冯·特罗萨）。文化科学跨学科系列，第5卷，巴登-巴登。
- 帕特尔，希拉；米特林，戴安娜（2010）。《性别问题与贫民/棚户居民联盟》（报告）。国际环境与发展研究所。
- 帕特尔，希拉；谢亚，沙班；豪登-查普曼，菲利帕（2007）。《住房和庇护计划的设计：不平等的社会和环境决定因素》。发表于《城市健康杂志》，84(1): 98-108。
- 帕特尔，希拉；布拉，桑达尔；德克鲁兹，塞琳（2001）。《贫民/棚户居民国际联盟（SDI）：从基础到顶层》。发表于《环境与城市化》，13(2): 45-59。